# فرودگاه لوکینگ‌گلس
فرودگاه لوکینگ‌گلس (به انگلیسی: Lookingglass Airport) یک فرودگاه خصوصی است که یک باند فرود آسفالت دارد و طول باند آن ۷۹۲ متر است. این فرودگاه در کشور ایالات متحده آمریکا قرار دارد و در ارتفاع ۱۷۶ متری از سطح دریا واقع شده است.